# Frits Cox
Godfrid Anton Hubert (Frits) Cox (Sittard, 19 juni 1923 – Heerlen, 29 oktober 1962) was een Nederlands voetballer die speelde voor SV Limburgia. Hij werd met de club in 1950 landskampioen.

## Loopbaan

### Beginjaren
Hij begon met voetbal in de junioren van Rumpen. Op veertienjarige leeftijd ging hij naar Limburgia waar hij in het vierde elftal begon. Hij debuteerde als zestienjarige in 1940 in het eerste elftal. Limburgia maakte in zijn eerste jaar een lastig seizoen door in de Eerste klasse en eindigde als laatste. In de nacompetitie kwam de club een punt tekort om zich te handhaven. Winnaar Picus nam de plek van Limburgia in de Eerste klasse over. 

### Oorlogsperiode
Frits Cox speelde rechts op het middenveld. Vanaf 1945 schoof hij op naar de voorhoede waar hij meestal als midvoor werd opgesteld. Tijdens de oorlog speelde Limburgia drie seizoenen in de Tweede klasse. In die periode ontstond de basis voor het elftal dat in 1950 landskampioen werd. De broers Hens (in 1937) en Nelis van Lubeck (in 1936) waren de eersten die zich aandienden. Daarna volgden in 1940 Willy Groen, die overkwam van VV Ede, doelman Sjra Jacobs en Frits Cox. 
In het seizoen 1943/44 werd Limburgia kampioen in de Tweede klasse. Cox onderging in 1944 een knieoperatie en miste een deel van het seizoen. In de nacompetitie rekende Limburgia af met VV Goes, TSC, Sittardse Boys en VVV en promoveerde. 

### Op schot
Het eerste naoorlogse seizoen ging van start op 4 november 1945. Limburgia kende een geslaagde rentree in de hoogste klasse en streed vanaf het begin mee om de toppositie. Cox speelde aanvankelijk samen met Jeu Theunissen op het middenveld. In de loop van de competitie verhuisde hij naar de voorhoede en daar bleek zijn schotvaardigheid. Hij scoorde zijn eerste competitietreffer op 10 maart 1946 in de met 3-1 gewonnen thuiswedstrijd tegen Brabantia. Drie weken later tegen SC Emma was het drie keer raak (1-3 winst). In de derby tegen RFC Roermond (1-8 zege) op 7 april was hij met vier treffers op schot totdat hij in deze wedstrijd zijn sleutelbeen brak. Hij was daardoor zes weken uit de roulatie maar was net op tijd hersteld voor de beslissende slotwedstrijd op 26 mei tegen Juliana. Limburgia pakte thuis het kampioenschap door een 5-1 overwinning met twee treffers van Cox. In de kampioenscompetitie tegen Ajax, Haarlem, Heerenveen, NAC en NEC speelde hij alle tien duels waarin hij viermaal doeltreffend was. Limburgia kon om de landstitel geen rol van betekenis spelen en eindigde als zesde.

### Landstitel
Na de tweede plaats in seizoen 1948/49, werd Limburgia een jaar later kampioen. De beslissingswedstrijd tegen PSV in stadion De Kraal in Venlo op zondag 26 maart eindigde in een 2-1 overwinning. 
In de strijd om de landstitel was de voorhoede in topvorm. Limburgia scoorde 39 keer in tien duels met als tegenstanders Ajax, Blauw Wit, Enschedese Boys, Heerenveen en Maurits.
Frits Cox scoorde evenals Frits de Graaf acht maal. Zijn broer Leo en Nelis van Lubeck waren zeven keer trefzeker en de vijfde aanvaller Piet Bruist was goed voor zes doelpunten. Door de 0-6 zege op zaterdag 24 juni 1950 op Ajax in het Olympisch stadion behaalde Limburgia als eerste Limburgse voetbalclub het landskampioenschap.

### Naar Afrika
Hij zegde in november 1952 zijn baan als ondergronds opzichter bij Staatsmijn Hendrik op. Hij emigreerde met zijn gezin in januari 1953 naar het toenmalige Ruanda-Urundi. Hij ging als opzichter werken voor Société des Mines d’Etain, een Belgische maatschappij die drie mijnen voor tinwinning exploiteerde vlak bij de stad Kigali. Het Centraal-Afrikaanse land stond destijds onder Belgisch bestuur. Het gezin Cox woonde in Musha op zo’n vijftig kilometer van de mijnen. De voetbalsport kon hij er niet beoefenen. Hij speelde tennis op de samen met de buren aangelegde baan of ging zwemmen in het nabijgelegen meer.  

### Vakantieverlof
In augustus 1955 keerde zijn echtgenote Anna eerder terug met de twee kinderen, van zeven en vijf jaar, zodat ze in Nederland naar school konden gaan. Frits Cox volgde in januari 1956 voor een halfjaar vakantieverlof. Hij ging weer spelen voor Limburgia en maakte zijn rentree op 29 januari 1956 in de thuiswedstrijd tegen BVC Amsterdam (1-1). Hij keerde met zijn gezin in juni 1956 terug naar Ruanda-Urundi.

### Niet meer terug
Weer drie jaar later, in juli 1959, was hij opnieuw voor een vakantieperiode in Brunssum. Hij trainde zes weken mee en maakte als 36-jarige zijn comeback op 18 oktober 1959, thuis tegen SHS (0-1 verlies) in de Eerste divisie B.
Hij zou in 1960 weer vertrekken maar vanwege de onrustige situatie in Ruanda-Urundi en de onafhankelijkheidstrijd in het naburige Belgisch-Congo besloot hij in Nederland te blijven. In 1962 werd Ruanda-Urundi onafhankelijk en opgesplitst in de staten Rwanda en Burundi. Cox kreeg een baan als hoofdopzichter bij staatsmijn Maurits en ging wonen in Geleen. Hij speelde zijn laatste wedstrijd voor Limburgia op 22 mei 1960. Deze slotwedstrijd thuis tegen VSV eindigde in een 5-0 zege. 
Hij overleed plotseling in oktober 1962 op 39-jarige leeftijd in het ziekenhuis van Heerlen. De trombose die hij tijdens een operatie opliep, werd hem noodlottig. Hij werd begraven op het kerkhof in Oud-Geleen.

## Clubstatistieken
| Seizoen   | Club                           | Land                           | Competitie                     | Competitie                     | Competitie                     | Beker                          | Beker                          | Internationaal                 | Internationaal                 | Overig                         | Overig                         | Totaal                         | Totaal                         |
| Seizoen   | Club                           | Land                           | Competitie                     | Wed.                           | Dlp.                           | Wed.                           | Dlp.                           | Wed.                           | Dlp.                           | Wed.                           | Dlp.                           | Wed.                           | Dlp.                           |
| --------- | ------------------------------ | ------------------------------ | ------------------------------ | ------------------------------ | ------------------------------ | ------------------------------ | ------------------------------ | ------------------------------ | ------------------------------ | ------------------------------ | ------------------------------ | ------------------------------ | ------------------------------ |
| 1940/41   | Limburgia                      | Nederland                      | Eerste klasse Zuid             | 12                             | 0                              | –                              | 0                              | 0                              | 0                              | 0                              | 0                              | 12                             | 0                              |
| 1941/42   | Limburgia                      | Nederland                      | Tweede klasse A Zuid II        | ?                              | ?                              | –                              | 0                              | 0                              | 0                              | 0                              | 0                              | ?                              | ?                              |
| 1942/43   | Limburgia                      | Nederland                      | Tweede klasse A Zuid II        | ?                              | ?                              | –                              | 0                              | 0                              | 0                              | 0                              | 0                              | ?                              | ?                              |
| 1943/44   | Limburgia                      | Nederland                      | Tweede klasse A Zuid II        | ?                              | ?                              | –                              | 0                              | 0                              | 0                              | 0                              | 0                              | ?                              | ?                              |
| 1944/45   | Geen competitie                | Geen competitie                | Geen competitie                | Geen competitie                | Geen competitie                | Geen competitie                | Geen competitie                | Geen competitie                | Geen competitie                | Geen competitie                | Geen competitie                | Geen competitie                | Geen competitie                |
| 1945/46   | Limburgia                      | Nederland                      | Eerste klasse Zuid II          | 17                             | 11                             | –                              | 0                              | 0                              | 0                              | 10                             | 4                              | 27                             | 15                             |
| 1946/47   | Limburgia                      | Nederland                      | Eerste klasse Zuid II          | 20                             | 2                              | –                              | 0                              | 0                              | 0                              | 0                              | 0                              | 20                             | 2                              |
| 1947/48   | Limburgia                      | Nederland                      | Eerste klasse Zuid I           | 16                             | 7                              | –                              | 0                              | 0                              | 0                              | 0                              | 0                              | 16                             | 7                              |
| 1948/49   | Limburgia                      | Nederland                      | Eerste klasse Zuid I           | 20                             | 8                              | –                              | 0                              | 0                              | 0                              | 0                              | 0                              | 20                             | 8                              |
| 1949/50   | Limburgia                      | Nederland                      | Eerste klasse Zuid I           | 16                             | 10                             | –                              | 0                              | 0                              | 0                              | 10                             | 8                              | 26                             | 18                             |
| 1950/51   | Limburgia                      | Nederland                      | Eerste klasse E                | 22                             | 6                              | –                              | 0                              | 0                              | 0                              | 0                              | 0                              | 22                             | 6                              |
| 1951/52   | Limburgia                      | Nederland                      | Eerste klasse D                | 25                             | 5                              | –                              | 0                              | 0                              | 0                              | 0                              | 0                              | 25                             | 5                              |
| 1952/53   | Limburgia                      | Nederland                      | Eerste klasse D                | 5                              | 0                              | –                              | 0                              | 0                              | 0                              | 0                              | 0                              | 5                              | 0                              |
| 1953–1959 | Geëmigreerd naar Ruanda-Urundi | Geëmigreerd naar Ruanda-Urundi | Geëmigreerd naar Ruanda-Urundi | Geëmigreerd naar Ruanda-Urundi | Geëmigreerd naar Ruanda-Urundi | Geëmigreerd naar Ruanda-Urundi | Geëmigreerd naar Ruanda-Urundi | Geëmigreerd naar Ruanda-Urundi | Geëmigreerd naar Ruanda-Urundi | Geëmigreerd naar Ruanda-Urundi | Geëmigreerd naar Ruanda-Urundi | Geëmigreerd naar Ruanda-Urundi | Geëmigreerd naar Ruanda-Urundi |
| 1955/56   | Limburgia                      | Nederland                      | Hoofdklasse A                  | 9                              | 3                              | –                              | –                              | 0                              | 0                              | 0                              | 0                              | 9                              | 3                              |
| 1959/60   | Limburgia                      | Nederland                      | Eerste divisie B               | 12                             | 3                              | –                              | 0                              | 0                              | 0                              | 0                              | 0                              | 12                             | 3                              |
| Totaal    | Totaal                         | Totaal                         | Totaal                         | 174                            | 55                             | 0                              | 0                              | 0                              | 0                              | 20                             | 12                             | 194                            | 67                             |